# Sông Kuban
Sông Kuban (tiếng Nga: Куба́нь, IPA: [kuˈbanʲ]; tiếng Adyghe: Псыжъ hay Псыжь, /psəʑ/; tiếng Abaza: Къвбина, Q̇vbina; tiếng Karachay–Balkar: Къобан, Qoban; tiếng Nogai: Кобан, Qoban) là một con sông ở vùng Đông Bắc Kavkaz thuộc Nga. Một đoạn lớn (dài 660 kilômét (410 mi)) của dòng sông chảy qua vùng Krasnodar, và nó cũng chảy qua Cộng hòa Karachay–Cherkess, Stavropol và Cộng hòa Adygea.
Sông Kuban, từng được Herodotus gọi là Hypanis (‛Ύπανις), chảy 870 kilômét (540 mi) theo hướng tây bắc từ thượng nguồn là núi Elbrus của dãy núi Kavkaz, rồi cuối cùng đổ vào vịnh Temryuk của biển Azov.
Những đô thị lớn dọc theo sông Kuban là Karachayevsk, Cherkessk, Nevinnomyssk, Armavir, Ust-Labinsk, Krasnodarvà and Temryuk. Slavyansk-na-Kubani, dù mang tên như vậy, không nằm dọc sông Kuban, mà nằm bên phân lưu Protoka.

## Sinh thái

### Thực vật

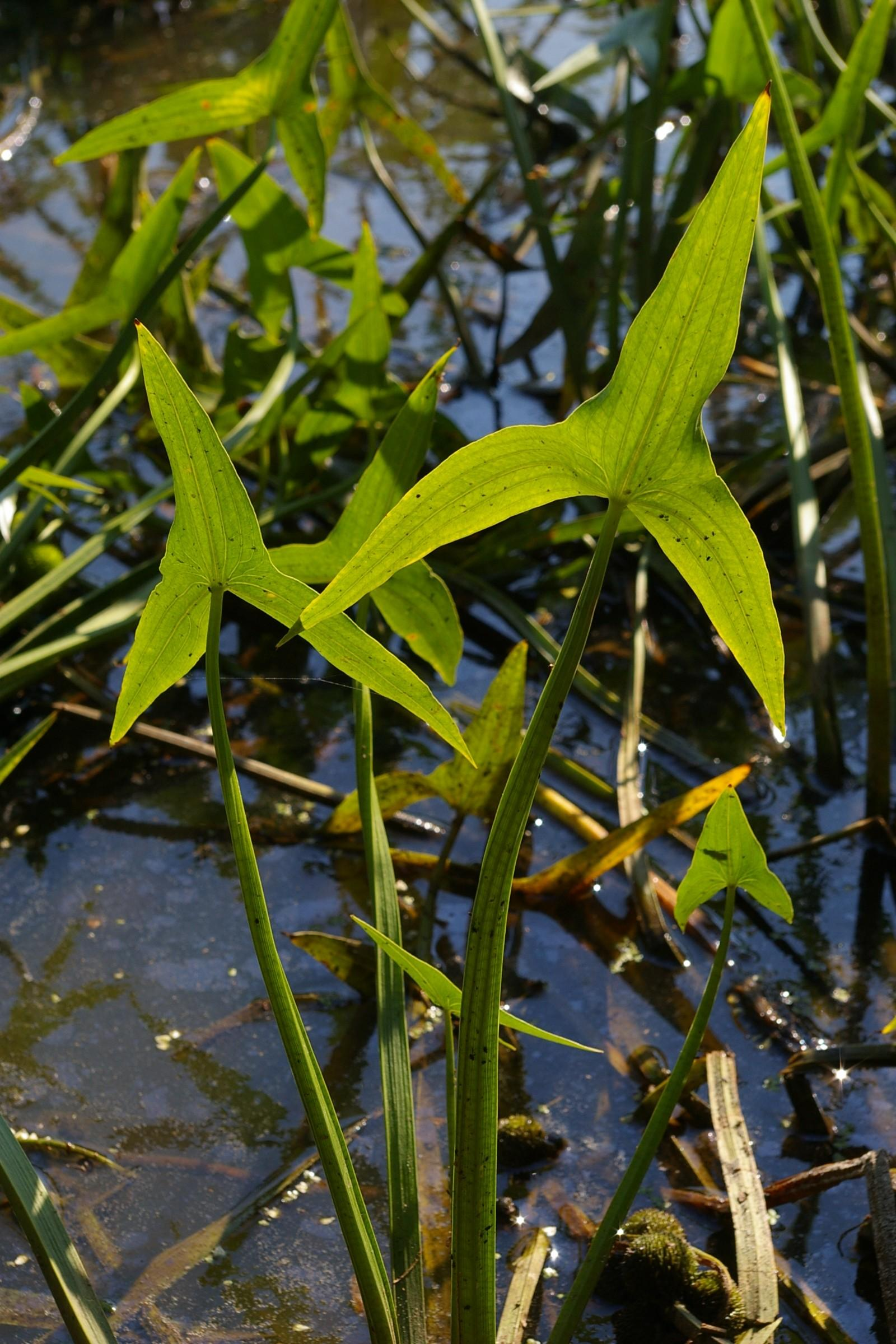
Sagittaria

Con sông chảy qua ba dạng cảnh quan: rừng hỗn giao Kavkaz ở mạn nam, rừng cận Địa Trung Hải Krym ở mạn giữa, và thảo nguyên ở mạn bắc. Rừng hỗn giao Kavkaz đa dạng về chủng loại cây; ở độ cao trung bình, chiếm ưu thế là sồi Gruzia (Quercus iberica), trăn (Carpinus caucasica), dẻ thơm (Castanea sativa) và sồi phương Đông (Fagus orientalis). Cây lá kim nổi trội ở chỗ cao với linh sam (Abies nordmanniana) và vân sam (Picea orientalis). Rừng cận Địa Trung Hải cũng được linh sam và vân sam chiếm giữ.
Cây cối vùng châu thổ chủ yếu gồm những bụi cỏ tranh, cỏ bấc, cói túi, bur-reed và hương bồ. Ít gặp hơn là thủy miết, cỏ lận, từ cô và những cây háo nước khác. Hệ sinh thái dưới nước nơi cửa sông gồm Potamogeton, Ceratophyllum và một số khác. Vài nơi có cả sen, được mang đến nơi đây từ châu Phi.